# Tjesnac Soela
Tjesnac Soela (est. Soela väin, šve. Sele sund) je tjesnac u Estoniji. 

## Geografija
Nalazi u Zapadnoestonskom otočju, između otoka Saaremaa i Hiiumaa. Tjesnac povezuje Väinameri i otvoreni dio Baltičkog mora.
Širina tjesnaca je oko 6 km.
U tjesnacu se nalazi nekoliko otočića od kojih je najveći Pihlalaid.

## Etimologija
Prema etnografu Carlu Friedrichu Wilhelmu Russwurmu, naziv tjesnaca potječe od švedsko-estonske riječi "söäl", što znači "tuljan".